# Night of the Big Wind
In de Night of the Big Wind (Nacht van de grote wind, in het Iers Oídhche na Gaoithe Móire) trok van 6 op 7 januari 1839 een zeer zware storm over Ierland die  grote schade en honderden doden veroorzaakte. 20-25% van de huizen in Dublin werd verwoest en 42 schepen zonken.
Een depressiebaan vanaf de Atlantische Oceaan met de zeer lage luchtdruk van 918 hectopascal (27.1 inHg) verplaatste zich over Ierland in noordoostelijke richting. Ze bracht windstoten voort van meer dan honderd knopen (185 km/uur) en veroorzaakte de zwaarste storm in Ierland in 300 jaar.